# Палац пам'яті

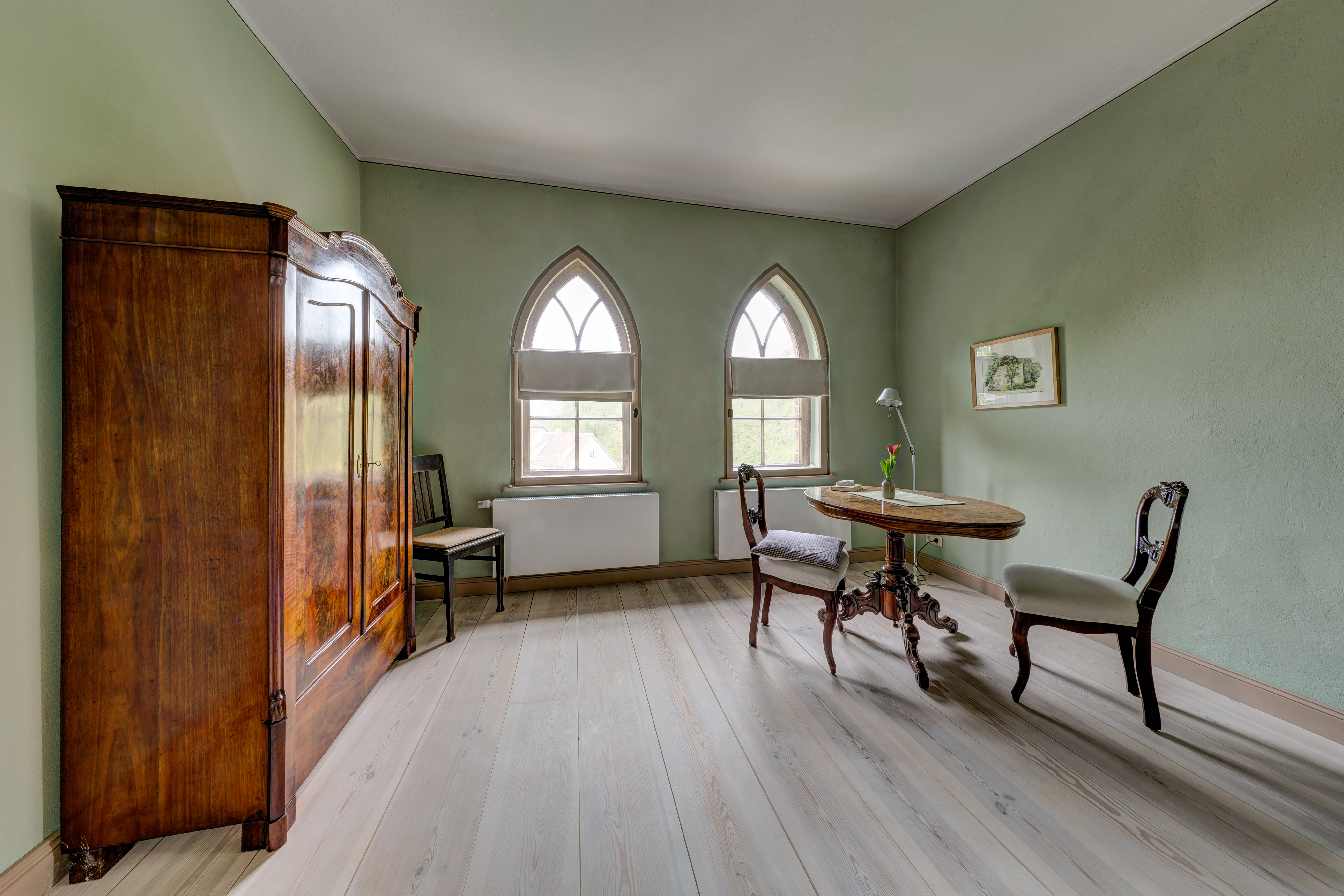
Приклад інтер'єру для «римської кімнати»

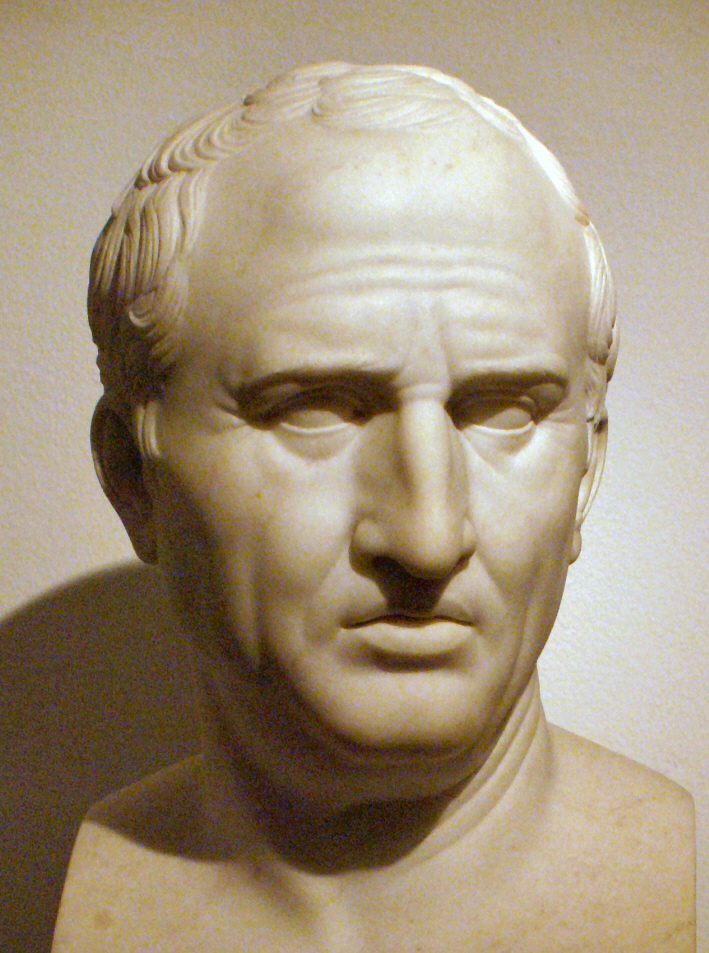
Цицерон представив метод «Палац пам'яті» у De Oratore.

Палац пам'яті, також знаний як метод Цицерона, римська кімната або метод локусів (від лат. loci множина від locus — місцезнаходження) — це спосіб запам'ятовування списку речей або понять, що використовує просторову візуалізацію добре знайомого середовища. Щоб запам'ятати об'єкти, їх уявно пов'язують із конкретними фізичними місцями, щоб потім встановити порядок і згадати те, що ми таким чином запам'ятали.

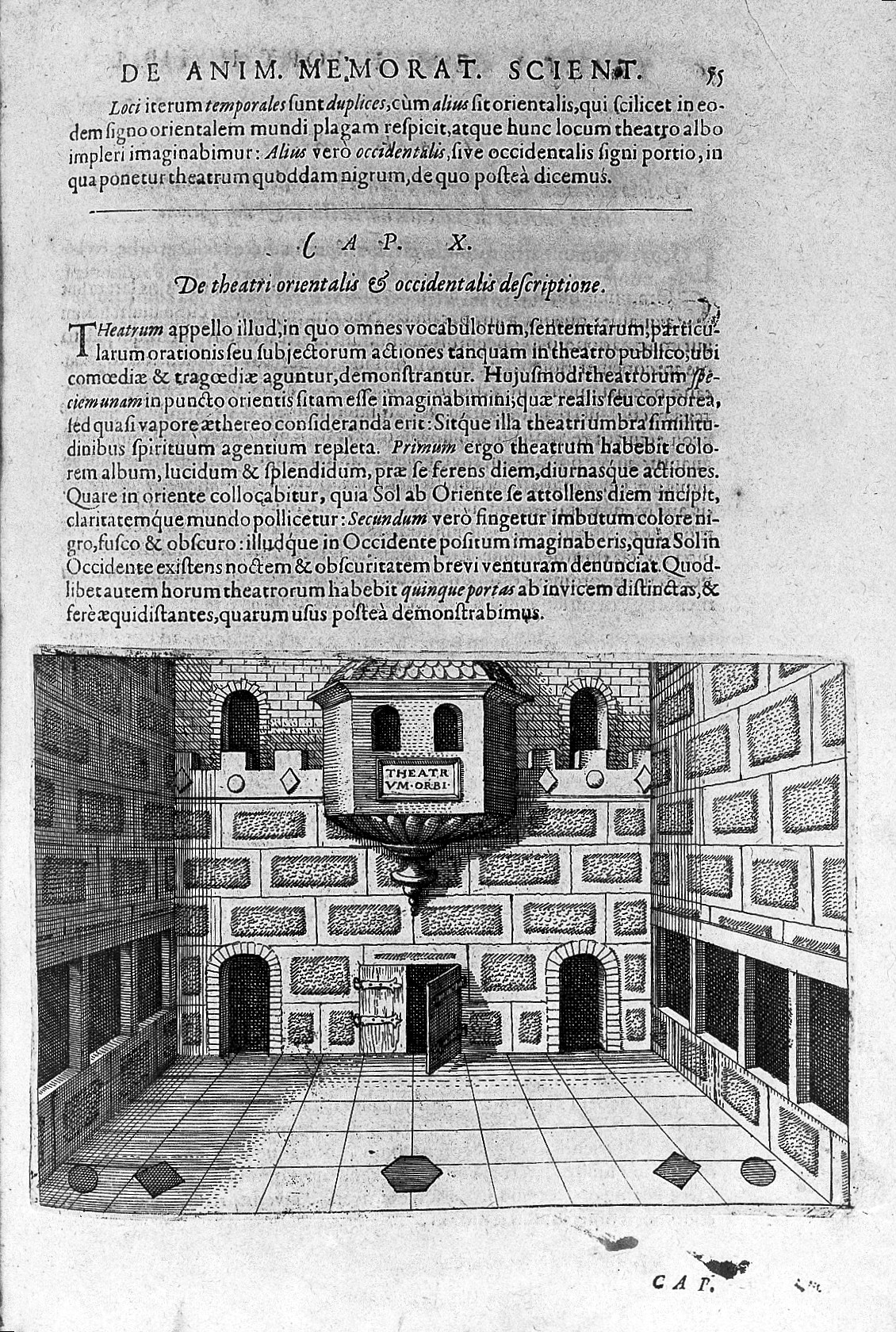
Ілюстрація «Театр пам'яті» Фладда, 1621 рік (з книги Ф.Єйтс «Мистецтво пам'яті»)

Цицерон використовував цей метод для промов, які читав по пам'яті. Сучасні чемпіони змагань із мнемоніки заявляють, що використовують цю техніку для запам'ятовування облич, цифр і списків слів. Успіх цих чемпіонів має мало спільного зі структурою мозку або інтелектом і залежить від використання просторової пам'яті й використання методу локусів.

## Приклад
Для початку необхідно вибрати знайоме місце, яке ми з легкістю зможемо уявити. Це може бути інтер'єр нашої кімнати або зали де будемо виступати. Необхідно скласти список із 10-15 найбільших предметів у кімнаті, які розташовані зліва-направо. В уяві необхідно потренуватися обходити цю кімнату та називати кожний предмет у визначеній послідовності. Наприклад це може бути «1. Двері — 2. Ліжко — …» і т. д.
Тепер, щоб запам'ятати послідовність із 10 слів необхідно створити асоціативний зв'язок кожного слова із предметами нашої кімнати. Для прикладу візьмемо казку «Івасик-Телесик» та виділимо ключові слова сюжету:
| МІСЦЕ            | СЛОВО        |
| 1. Двері         | деревинка    |
| 2. Ліжко         | човен        |
| 3. Шафа          | змія         |
| 4. Вікно         | кузня        |
| 5. Батарея       | піч          |
| 6. Картина       | обідній стіл |
| 7. Стіл          | дерево       |
| 8. Стільчик      | залізні зуби |
| 9. Книжкова шафа | гуси         |
| 10. Лампа        | рідна хата   |

Для першої пари уявляємо двері нашої кімнати та поміщаємо на них образ «деревинки», потім переходимо до наступного предмета та розміщуємо «човен на ліжку», так проходимо увесь список. Під час запам'ятовування необхідно застосовувати правила сильних асоціативних зв'язків, щоб полегшити пригадування. Після закріплення асоціацій уявно проходимо по кімнаті та згадуємо образи які розміщені на предметах, таким чином пригадуємо увесь сюжет казки.
Для запам'ятовування списку понад 10 слів, використовують розбиття кожного предмету на частини та розміщення слів зверху-вниз або зліва-направо. Наприклад, перших три слова-образи можна розмістити на верхній частині дверей, середній та нижній. Наступних 3 слова над ліжком, у ліжку та під ліжком. Таким чином за допомогою тих самих 10 предметів можна уявно прив'язати до 30 слів. Якщо потрібно запам'ятати ще більше, то аналогічним чином створюють ще одну кімнату, будинок або цілий «палац» звідки цей метод й отримав назву.